# Ontmoeting in het park
Ontmoeting in het park is een hoorspel van Paul Sheridan. Meeting In The Park werd op 15 mei 1963 door de BBC uitgezonden. Willy Wielek-Berg vertaalde het en de VARA zond het uit op woensdag 17 februari 1965, van 20:40 uur tot 21:25 uur (met herhalingen op maandag 11 september 1967 en woensdag 30 augustus 1972). De regisseur was Jan C. Hubert.

## Rolbezetting
Eerste spel
- Eva Janssen (Ethel Blint)
- Dries Krijn (Fred Meadows)

Tweede spel
- Nel Snel (Ethel Blint)
- Wam Heskes (Fred Meadows)

## Inhoud
Fred Meadows en de weduwe Ethel Blint ontmoeten elkaar bij een bank in het park. Fred is schipper en vaart met zijn schuit wekelijks kolen naar de gasfabriek. Hij doet dat graag en is best tevreden met zijn bestaan. Maar, al is hij geen Rudolf Valentino, toch voelt hij zich met z’n 56 jaar te jong om alleen door het leven te gaan. Z’n vrouw is gestorven, z’n enige zoon heeft een Duits krijgsgevangenenkamp niet overleefd. Ook hij wilde schipper worden. Ja, zo is ’t leven. Ethel Blint is al drie jaar weduwe. Ze heeft een baantje: inpakster hij Clarksons. Haar man werkte in het lunapark. Breed hadden ze ’t niet, want ’s winters was het lunapark gesloten. Maar goed, dan knapte ie allerlei klusjes in huis op. Hij was nooit te beroerd om te werken. Ja, en toen ineens kreeg ie het te pakken: longontsteking. Zomaar ineens was ie er geweest. Ja, ja, zo is ’t leven. Ethel en Fred praten wat met elkaar over hun leven van elke dag en ’t lijkt er op dat ze ’t best met elkaar zullen kunnen vinden. Ja, zulke dingen gebeuren soms. Opzienbarend is ’t niet. En toch, voor hetzelfde geld had het heel anders kunnen uitpakken. Onze nuchtere, ontnuchterende tijd is doorgaans helaas niet vervuld van idealen.
Hoe nu eenzelfde situatie zich ook anders heeft kunnen ontwikkelen, laat het tweede deel van dit spel ruimschoots horen.